# 諸聖座堂 (開羅)

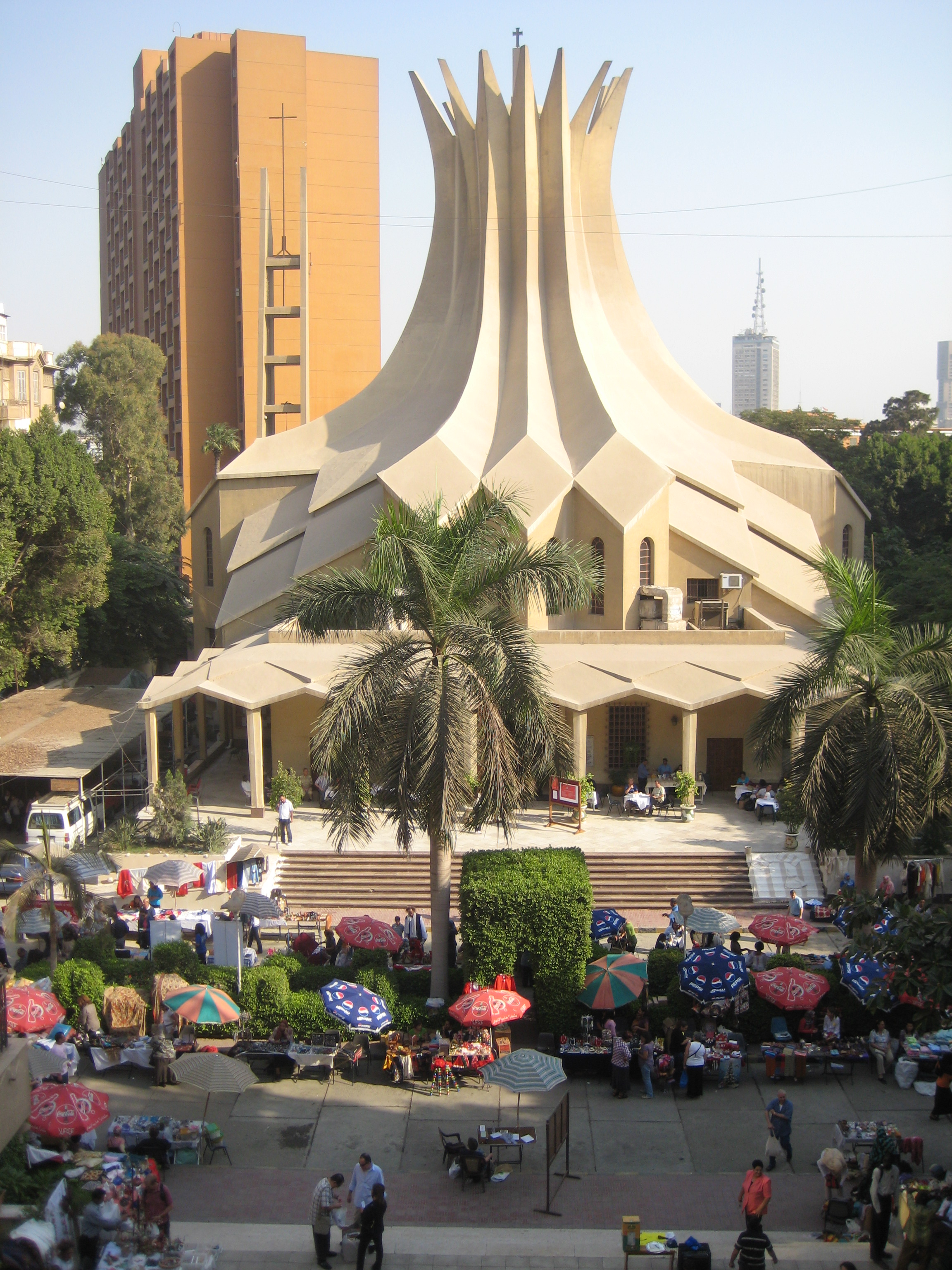
開羅諸聖座堂

諸聖座堂（阿拉伯语：‎）是聖公會亞歷山大教省的主教座堂，位於埃及開羅。
1978年，舊諸聖座堂遭埃及政府下令摧毀。1988年，新諸聖座堂建成祝聖，其建築風格乃是仿照貝都因人的帳篷。新座堂建築及用地由埃及政府捐贈。

## 外部連結
- Diocese of Egypt
- Cathedral of Cairo blogspot （页面存档备份，存于）
- Pictures of All Saints' Cathedral （页面存档备份，存于）